# Кулаково (Раменский район)
Кулаково — деревня в Раменском районе Московской области, входит в Чулковское сельское поселение, расположена на правом берегу Москвы-реки, в 1 км от её русла. Население — 399 чел. (2010).
Впервые эта деревня упоминается в Экономических примечаниях 1760-х годов, в это время она принадлежала Ведомству дворцовой канцелярии. В деревне насчитывалось 40 дворов и 357 душ.
В 1993 году в деревне насчитывалось 176 домов и 328 жителей.

## Уроженцы
- Паршина, Александра Петровна (род. 1931) — доярка колхоза им. Тельмана. Герой Социалистического Труда (1949).

## Население
| 1926 | 2002 | 2010 |
| ---- | ---- | ---- |
| 857  | ↘300 | ↗399 |